# Геоцентрична система
Геоцентричната система е теория в астрономията, която разглежда Земята като център на Вселената. При нея Слънцето, Луната, звездите и останалите астрономични обекти се движат около Земята. До 17 век геоцентричният модел е преобладаващата система в европейската, ислямската и китайската астрономия, като най-често е съчетаван с хипотезата за сферична форма на Земята. Той е изместен от хелиоцентричната система след изследванията на Николай Коперник, Галилео Галилей и Йоханес Кеплер.
Видимото въртене на небесната сфера и видимото движение на небесните тела създават илюзията, че Земята е център на Вселената. Още през VI-V век пр.н.е. древногръцките учени започват да създават модели, обясняващи тези движения. Според тях тези тела са разположени върху кристални сфери, въртящи се около неподвижната Земя. Тази представа заляга в основата на геоцентричната система на света и е разработена най-добре от Клавдий Птолемей през II в. Християнската църква възприема тази система, защото тя отговаря на църковното учение за централната роля на Земята във Вселената, и я поддържа повече от 15 века.